# Synete streptopelia
Synete streptopelia är en fjärilsart som beskrevs av Sergius G. Kiriakoff 1959. Synete streptopelia ingår i släktet Synete och familjen tandspinnare. Inga underarter finns listade i Catalogue of Life.